# Eleições legislativas na Rússia em 2021

Resultado das eleições por região da Rússia, mostrando uma contundente vitória do partido Rússia Unida.

As eleições legislativas na Rússia de 2021 foram realizadas a 19 de setembro e serviram para eleger os 450 membros da Duma. Neste momento, Rússia Unida (partido de Vladimir Putin) detêm uma supermaioria parlamentar, graças aos 343 deputados eleitos em 2016.
Em março de 2020, foi proposta a antecipação das eleições legislativas para setembro de 2020 fruto das alterações constitucionais propostas (aprovadas em referendo) mas esta ideia foi abandonada. A 18 de junho de 2021, presidente Vladimir Putin assinou o decreto a marcar as eleições para 19 de setembro. Devido à pandemia do COVID-19, após decisão da Comissão Eleitoral Russa, a votação iria durar três dias, de 17 a 19 de setembro.
Estas eleições foram marcadas pelos temas da reforma ao sistema de pensões aprovada em 2018, medida fortemente contestada por grande parte da população russa; pelas alterações constitucionais que reforçaram o poder de Vladimir Putin e a pandemia COVID-19.
As eleições deram uma nova vitória folgada à Rússia Unida, partido de Vladimir Putin, ao conseguir cerca de 50% dos votos e preservando a supermaioria parlamentar que detinha. O Partido Comunista teve um crescimento eleitoral ao obter 19% dos votos, enquanto o Partido Liberal Democrata e a Rússia Justa tiveram cerca de 7% dos votos. Por fim, destacar a entrada do Novo Povo na Duma, passando a barreira dos 5%.
Mais uma vez, estas eleições russas foram marcadas por suspeitas de fraude massiva, manipulação de votação e falta de um pluralismo autêntico. Outro ponto de crítica foi a introdução de voto eletrónico, com a oposição a acusar o regime de manipulação da votação virtual, especialmente em Moscovo, com o Partido Comunista a recusar-se os resultados da votação eletrónica na capital russa. Como consequência de todas estas suspeitas, candidatos da oposição tentaram contestar os resultados eletrónicos por meios judiciais, bem como mobilizaram-se para protestos de rua contra o governo.

## Partidos Concorrentes
Os partidos russos que obtiveram 3% nas eleições legislativas anteriores (2016) ou que tenham representação em, pelo menos, um dos parlamentos regionais da Rússia estão automaticamente aceites para estas eleições, não precisando de recolher assinaturas.
Os outros partidos que não cumpram os requisitos referidos necessitam de recolher 200.000 assinaturas.
Dos 32 partidos políticos registados na Rússia, 14 conseguiram cumprir os requisitos necessários para concorrem nestas eleições.
| N.º | Partido | Partido                                            | Partido | Cabeça de Lista     | Ideologia                   | Espectro         |
| --- | ------- | -------------------------------------------------- | ------- | ------------------- | --------------------------- | ---------------- |
| 1   |         | Partido Comunista da Federação Russa               | KPRF    | Guennadi Ziuganov   | Comunismo                   | Esquerda         |
| 2   |         | Partido Ecologista Russo "Os Verdes"               | REP     | Andrey Nagibin      | Ecologismo                  | Centro-esquerda  |
| 3   |         | Partido Liberal Democrata da Rússia                | LDPR    | Vladímir Jirinóvski | Ultranacionalismo           | Extrema-direita  |
| 4   |         | Novo Povo                                          | NL      | Alexey Nechayev     | Liberalismo                 | Centro-direita   |
| 5   |         | Rússia Unida                                       | YR      | Sergei Shoigu       | Putinismo                   | Pega-tudo        |
| 6   |         | Rússia Justa - Pela Verdade                        | SRZP    | Sergey Mironov      | Socialismo democrático      | Centro-esquerda  |
| 7   |         | Yabloko                                            | Yabloko | Nikolay Rybakov     | Liberalismo social          | Centro           |
| 8   |         | Partido do Crescimento                             | PR      | Yelena Ulyanova     | Conservadorismo liberal     | Centro-direita   |
| 9   |         | Partido Russo da Liberdade e Justiça               | RPSS    | Maksim Shevchenko   | Social-democracia           | Centro-esquerda  |
| 10  |         | Comunistas da Rússia                               | KR      | Maxim Suraykin      | Comunismo Ortodoxo          | Extrema-esquerda |
| 11  |         | Plataforma Cívica                                  | GP      | Rifat Shaykhutdinov | Liberalismo económico       | Centro-direita   |
| 12  |         | Alternativa Verde                                  | ZA      | Victoria Dayneko    | Ecologismo                  | Centro-esquerda  |
| 13  |         | Rodina                                             | Rodina  | Aleksey Zhuravlyov  | Nacionalismo russo          | Direita          |
| 14  |         | Partido Russo dos Pensionistas pela Justiça Social | RPSSJ   | Vladimir Burakov    | Interesses dos pensionistas | Centro           |

## Resultados Oficiais

### Método Proporcional
| Partido                     | Partido                                            | Votos       | %               | +/-  | Deputados | +/-     |
| --------------------------- | -------------------------------------------------- | ----------- | --------------- | ---- | --------- | ------- |
|                             | Rússia Unida                                       | 28 064 258  | 49,82 / 100,00  | 5,41 | 126 / 225 | 14      |
|                             | Partido Comunista da Federação Russa               | 10 660 599  | 18,93 / 100,00  | 5,34 | 48 / 225  | 13      |
|                             | Partido Liberal Democrata da Rússia                | 4 252 096   | 7,55 / 100,00   | 5,59 | 19 / 225  | 15      |
|                             | Rússia Justa - Pela Verdade                        | 4 201 715   | 7,46 / 100,00   | 1,24 | 19 / 225  | 3       |
|                             | Novo Povo                                          | 2 997 676   | 5,32 / 100,00   | Novo | 13 / 225  | Novo    |
| Barreira Eleitoral de 5,00% |                                                    |             |                 |      |           |         |
|                             | Partido Russo dos Pensionistas pela Justiça Social | 1 381 890   | 2,45 / 100,00   | 0,69 | 0 / 225   | Estável |
|                             | Yabloko                                            | 753 280     | 1,34 / 100,00   | 0,70 | 0 / 225   | Estável |
|                             | Comunistas da Rússia                               | 715 685     | 1,27 / 100,00   | 1,04 | 0 / 225   | Estável |
|                             | Outros (com menos de 1,00%)                        | 2 130 718   | 3,79 / 100,00   |      | 0 / 225   |         |
| Votos Inválidos             | Votos Inválidos                                    | 1 173 291   | 2,08 / 100,00   | 0,21 |           |         |
| Total                       | Total                                              | 56 331 008  | 100,00 / 100,00 |      | 225 / 225 |         |
| Eleitorado/Participação     | Eleitorado/Participação                            | 109 204 662 | 51,58 / 100,00  | 3,76 |           |         |

### Método Uninominal
| Partido                 | Partido                                            | Votos       | %               | +/-     | Deputados | +/-     |
| ----------------------- | -------------------------------------------------- | ----------- | --------------- | ------- | --------- | ------- |
|                         | Rússia Unida                                       | 25 201 048  | 45,86 / 100,00  | 4,26    | 198 / 225 | 5       |
|                         | Partido Comunista da Federação Russa               | 8 984 506   | 16,35 / 100,00  | 3,42    | 9 / 225   | 2       |
|                         | Rússia Justa - Pela Verdade                        | 4 882 518   | 8,78 / 100,00   | 1,22    | 8 / 225   | 1       |
|                         | Partido Liberal Democrata da Rússia                | 3 234 113   | 5,89 / 100,00   | 4,20    | 2 / 225   | 3       |
|                         | Novo Povo                                          | 2 684 082   | 4,88 / 100,00   | Novo    | 0 / 225   | Novo    |
|                         | Partido Russo dos Pensionistas pela Justiça Social | 1 969 986   | 3,58 / 100,00   | -       | 0 / 225   | -       |
|                         | Comunistas da Rússia                               | 1 639 774   | 2,98 / 100,00   | 0,70    | 0 / 225   | Estável |
|                         | Yabloko                                            | 1 091 837   | 1,99 / 100,00   | 0,65    | 0 / 225   | Estável |
|                         | Rodina                                             | 829 303     | 1,51 / 100,00   | 0,96    | 1 / 225   | Estável |
|                         | Partido do Crescimento                             | 515 020     | 0,94 / 100,00   | 1,39    | 1 / 225   | 1       |
|                         | Plataforma Cívica                                  | 386 663     | 0,70 / 100,00   | 0,03    | 1 / 225   | Estável |
|                         | Candidatos Independentes                           | 646 950     | 1,18 / 100,00   | 0,33    | 5 / 225   | 4       |
|                         | Outros (com menos de 1,00%)                        | 1 034 293   | 1,88 / 100,00   |         | 0 / 225   |         |
| Votos Inválidos         | Votos Inválidos                                    | 1 913 578   | 3,40 / 100,00   | Estável |           |         |
| Total                   | Total                                              | 56 280 299  | 100,00 / 100,00 |         | 225 / 225 |         |
| Eleitorado/Participação | Eleitorado/Participação                            | 108 231 085 | 52,00 / 100,00  | 4,60    |           |         |

### Total de Deputados
| Partido | Partido                              | Deputados | +/-     |
| ------- | ------------------------------------ | --------- | ------- |
|         | Rússia Unida                         | 324 / 450 | 19      |
|         | Partido Comunista da Federação Russa | 57 / 450  | 15      |
|         | Rússia Justa - Pela Verdade          | 27 / 450  | 4       |
|         | Partido Liberal Democrata da Rússia  | 21 / 450  | 18      |
|         | Novo Povo                            | 13 / 450  | Novo    |
|         | Rodina                               | 1 / 450   | Estável |
|         | Partido do Crescimento               | 1 / 450   | 1       |
|         | Plataforma Cívica                    | 1 / 450   | Estável |
|         | Candidatos Independentes             | 5 / 450   | 4       |